# (455209) 2001 KT76
(455209) 2001 KT76, também escrito como (455209) 2001 KT76, é um objeto transnetuniano que está localizado no cinturão de Kuiper, uma região do Sistema Solar. Este corpo celeste é classificado como um cubewano. Ele possui uma magnitude absoluta de 7,1 e tem um diâmetro com cerca de 160 km.

## Descoberta
(455209) 2001 KT76 foi descoberto no dia 24 de maio de 2001 pelo astrônomo Marc W. Buie.

## Órbita
A órbita de (455209) 2001 KT76 tem uma excentricidade de 0,091 e possui um semieixo maior de 45,311 UA. O seu periélio leva o mesmo a uma distância de 41,189 UA em relação ao Sol e seu afélio a 49,432 UA.